# Jack Arnold
Jack Arnold, född 14 oktober 1916, död 19 november 1992, var en amerikansk tv- och filmregissör känd som en av 1950-talets ledande regissörer inom science fiction. Bland hans science fiction-filmer kan nämnas Skräcken i Svarta lagunen (1954), Invasion från Mars (1953), Giftspindeln (1955) och I skräckens klor (1957). Arnold nominerades till en Oscar i kategorin bästa dokumentär 1951 för sin film With These Hands.
Under 1930- och 1940-talet medverkade Arnold som skådespelare i ett antal Broadway- och Off-Broadway-pjäser. Efter att ha gjort ett antal kortfilmer och dokumentärer (bland andra Oscarsnominerade With These Hands) långfilmsdebuterade han 1953 med Flickor i storstadsdjungeln. Arnold inledde sin tv-karriär genom att regissera fyra avsnitt till tv-serien Science Fiction Theater 1955. Senare kom han även att regissera avsnitt av serier som bland andra Perry Mason, Peter Gunn och Gilligan's Island.